# Kunačice
Kunačice (německy Ochsendorf) jsou malá vesnice a část městyse Kunvald. Osada leží asi kilometr severně od Kunvaldu na údolím Horského potoka. Kunačice byly dříve samostatnou obcí, nyní jsou součástí Kunvaldu. Většina stavení v osadě je v současnosti využívána k rekreaci. Mezi památky osady patří dvě kapličky. Starší z nich pochází z 18. století.

## Historie
První písemná zmínka o vesnici pochází z roku 1720.

## Hladová voda
Hladová voda je bývalé poutní místo. Stály zde lázně beroucí vodu ze zdejšího posvátného pramene, postavené společně s křížovou cestou. Scházeli se sem poutníci z širokého okolí. Později zde přibyla i hospoda. S prodejem lihovin přibýval počet poutníků, kteří zneucťovali toto místo. Proto byla hospoda uzavřena a s ní i lázně. Dnes se ze zdejšího pramene odebírá voda do kunvaldského vodovodu. Voda byla nejkvalitnější široko daleko a dokonce se uvažovalo i o tom, že by se do ní nemusel přidávat chlor. Ale s vyšší spotřebou vody se musely navrtat nové prameny, které byly méně kvalitní a tak se do vody musí chlor přidávat i na dále.

## Další fotografie

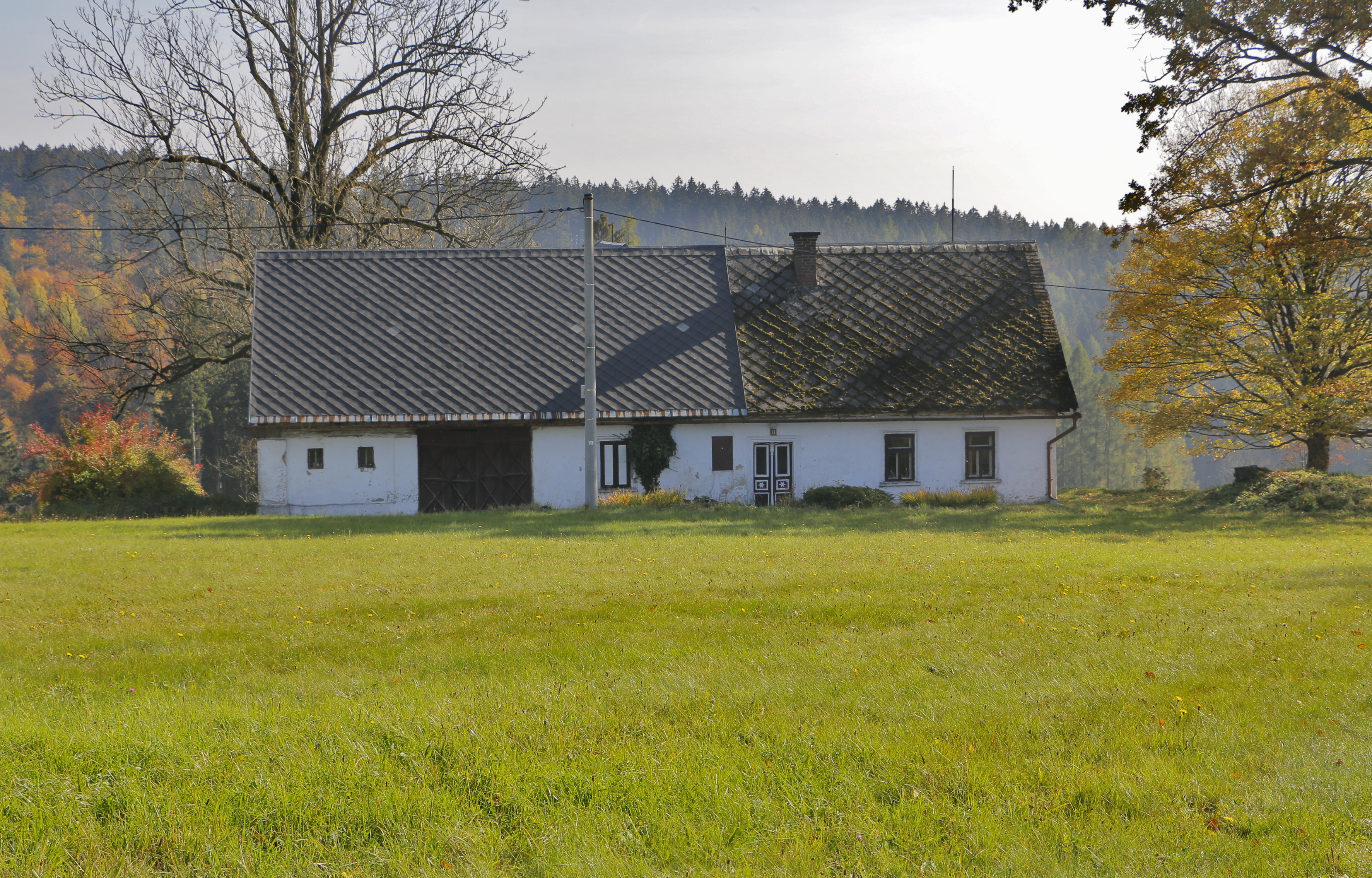
Dům čp. 11
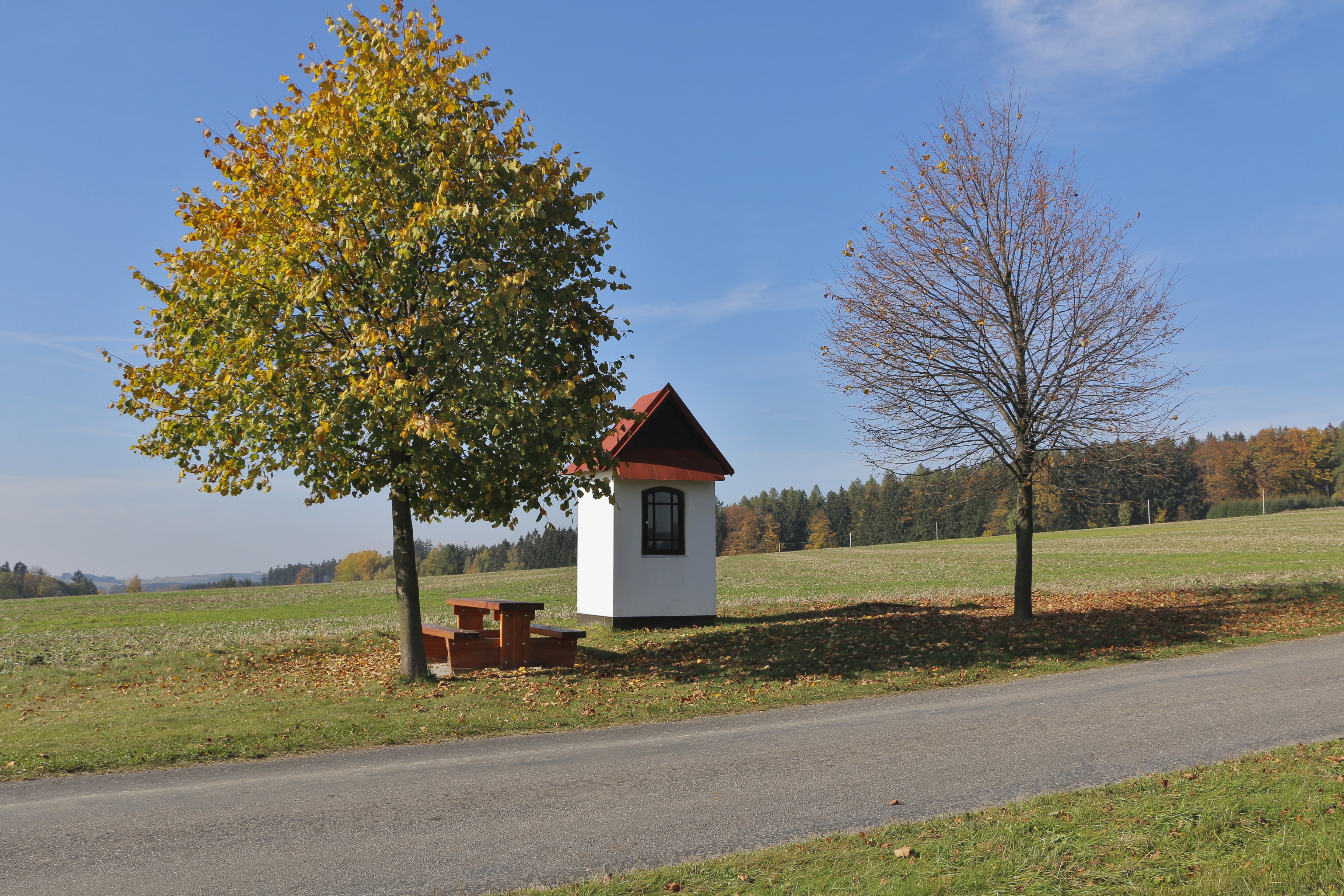
Kaplička před vsí
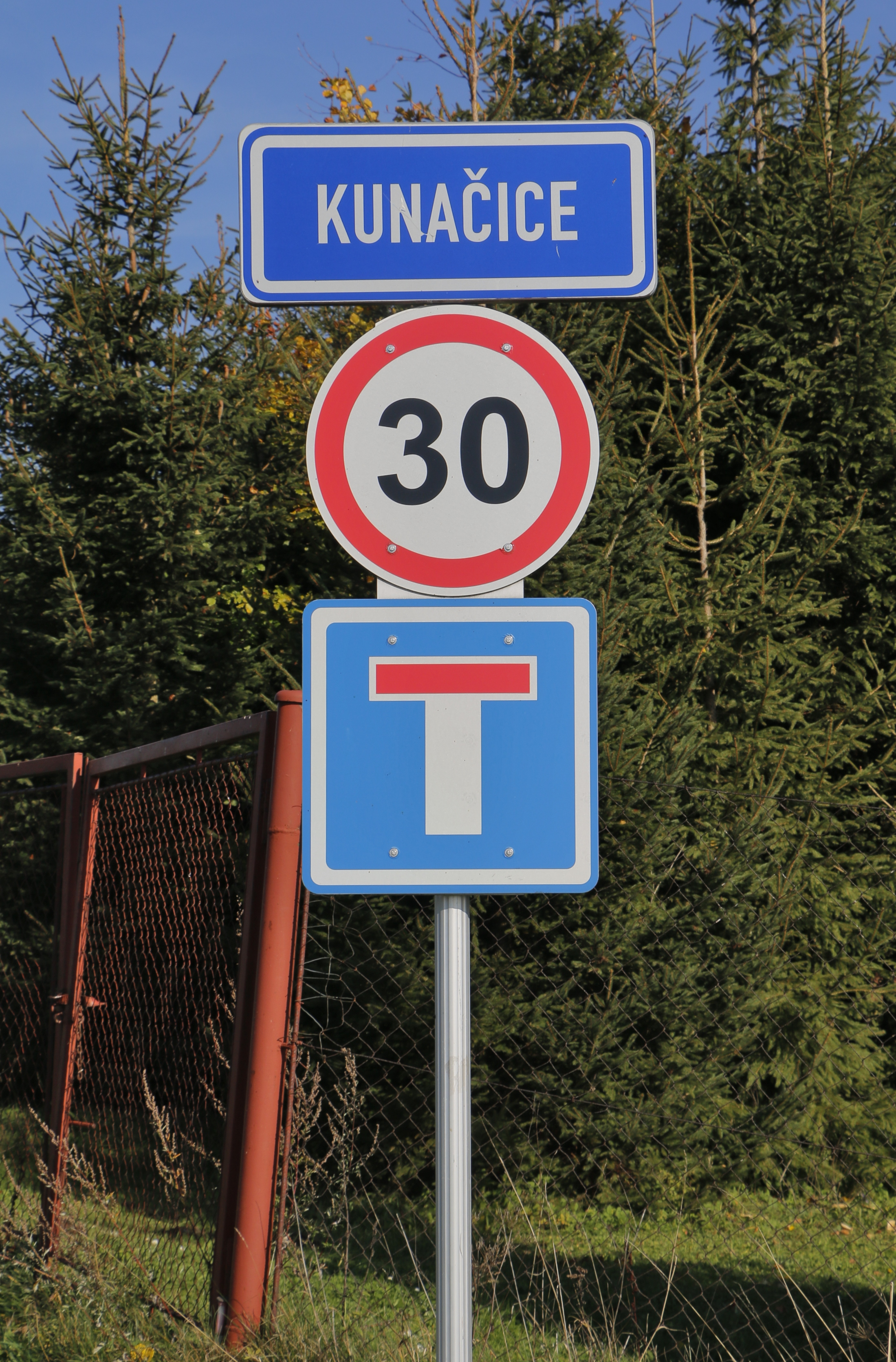
Cedule u příjezdu
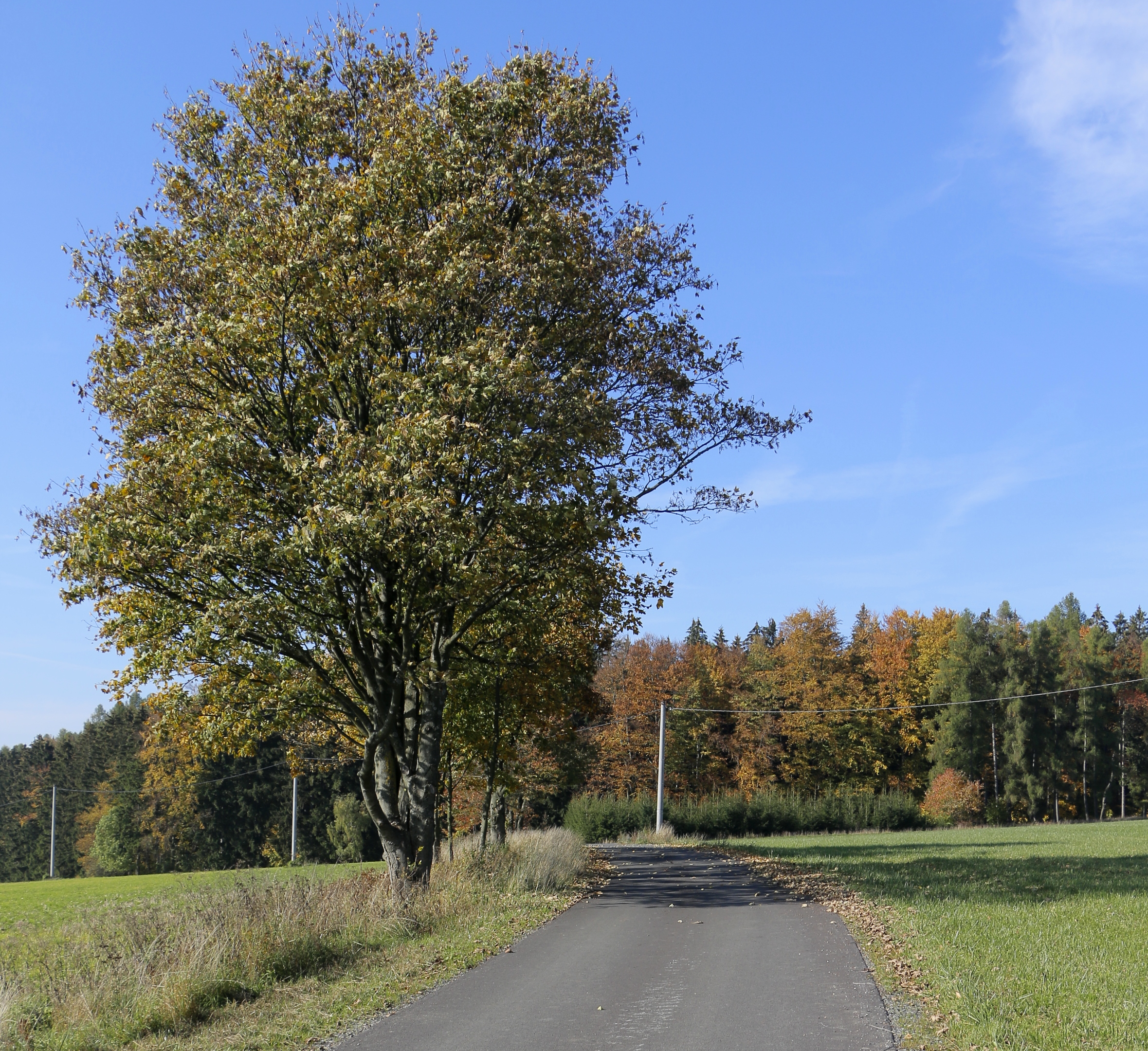
Silnice k Záhorám